# Saccharum narenga
Espèce
Classification phylogénétique
Saccharum narenga est une espèce de plantes herbacées de la famille des Poaceae. C'est une espèce proche des cannes à sucre mais elle n'est pas considérée comme telle, généralement.
Elle mesure jusqu'à 3 à 5 mètres de haut et se caractérise par une pilosité assez importante.
Elle est originaire d'Asie : Chine, Inde, Népal, Pakistan, Indochine, Birmanie, Thaïlande et Malaisie.

## Synonymes
- Eriochrysis narenga Nees ex Steud.
- Eriochrysis porphyrocoma Hance ex Trimen
- Narenga porphyrocoma (Hance ex Trimen) Bor